# Charles Huntziger
Charles Léon Clément Huntziger (25. června 1880, Lesneven – 12. listopadu 1941, nedaleko Le Vigan) byl francouzský generál z dob Třetí Francouzské republiky, který po francouzské porážce v bitvě o Francii podepsal v lese u Compiègne a u Říma v červnu 1940 francouzskou kapitulaci. Zemřel v roce 1941 při leteckém neštěstí nedaleko Le Vigan.

## Život

### Před druhou světovou válkou
Generál Charles Huntziger se narodil 25. června 1880 v západofrancouzském Lesnevenu. V roce 1900 vystudoval vojenskou akademii (École spéciale militaire de Saint-Cyr) v Saint-Cyru a vstoupil do koloniální pěchoty. Během první světové války sloužil na Středním východě ve funkci náčelníka štábu spojeneckých expedičních sil a z této funkce se zasloužil o plánování spojeneckého vítězství, které 30. října 1918 vedlo k podepsání příměří v Moudrosu. Roku 1933 byl jmenován vrchním velitelem francouzských vojsk v Sýrii a Libanonu. V roce 1938 byl jmenován členem Vrchní válečné rady, anglo-francouzské organizace ustanovené k dohlížení na spojeneckou strategii.

### Druhá světová válka

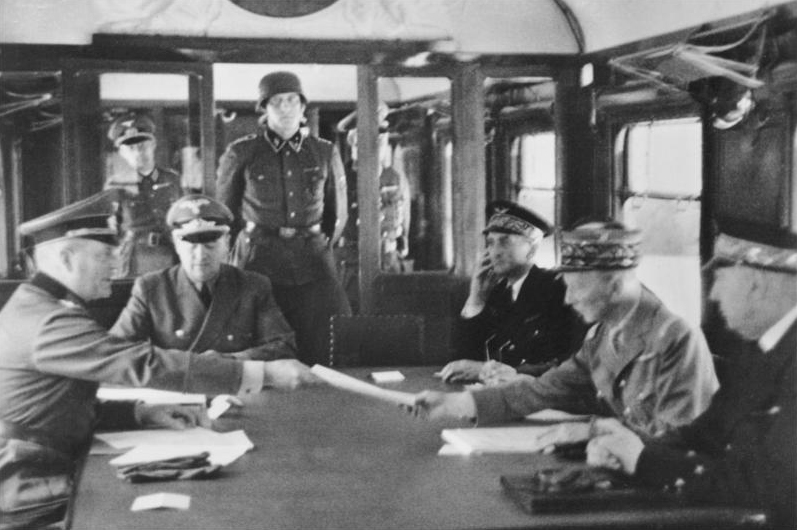
Huntziger přebírá od generála Keitla dokument o kapitulaci

Po vypuknutí druhé světové války, přesněji 2. září 1939, byl jmenován velitelem francouzské 2. armády a od 5. června 1940 velitelem 4. armádní skupiny. Spolu s druhou armádou byl během německé invaze do Francie dislokován v Ardenách. Jelikož německé velení rozhodlo vést útok přes Ardeny, údajně neprostupné, jeho armáda však nebyla na přímý střet dobře připravena a tak byla poražena v tankové bitvě u Sedanu.

### Po francouzské porážce
Po úplné francouzské porážce byl jmenován maršálem Pétainem vyjednavačem příměří s Němci. Po společných jednáních podepsal spolu s Wilhelmem Keitelem 22. června 1940 ve vagónu u Compiègne francouzskou kapitulaci. Po uzavření příměří s Němci podepsal 24. června 1940 nedaleko Říma příměří s Italy. Ve Vichistické Francii se poté stal vrchním velitelem pozemních sil. Dne 3. října 1940 vydal antisemitský dokument, který vylučoval Židy z pozic v armádě, v tisku, v obchodech, v průmyslu a v politice Vichistického režimu. Ve vládách Pierra Flandina, Pierra Lavala a Franca Darlana zastával funkce ministra obrany a války. Zemřel spolu s dalšími šesti cestujícími nedaleko jihofrancouzského Le Vigan 12. listopadu 1941 v důsledku letecké nehody. Jeho letoun se zřítil při návratu z inspekce. Pohřeb se konal 15. listopadu téhož roku v katedrále ve Vichy a pohřben byl v 9. oddělení pařížského hřbitova Cimetiere de Passy. Jeho pohřbu se zúčastnili i čtyři zástupci Itálie a dvanáct zástupců Německa. Německou delegaci vedl dle dobového tisku Otto Abetz, Hitlerův emisar v Paříži a jako zástupce Wehrmachtu se pohřbu zúčastnil generál dělostřelectva Vogl. V čele italské delegace byl generál Maggiolini.
Jeho žena byla první nositelkou Řádu Francisque.

## Posmrtné pocty
Na místě dopadu jeho letounu v lese u Le Vigan mu byl postaven kamenný pomník s následujícím nápisem (originál ve francouzštině):
Na paměť
armádního generála
HUNTZIGERA
Charlese Clémenta
státního sekretáře ministerstva války
vrchního velitele pozemních sil
a jeho spolupracovníků
a spolucestujících
spadlých na tomto místě
dne 12. listopadu 1941
při návratu z letecké cesty
po Severní Africe